# Noga pelikana
Noga pelikana (Aporrhais pespelecanis) – gatunek jadalnego, niezbyt dużego ślimaka z rodziny Aporrhaidae, zamieszkującego morza pełnosłone wokół Europy. 

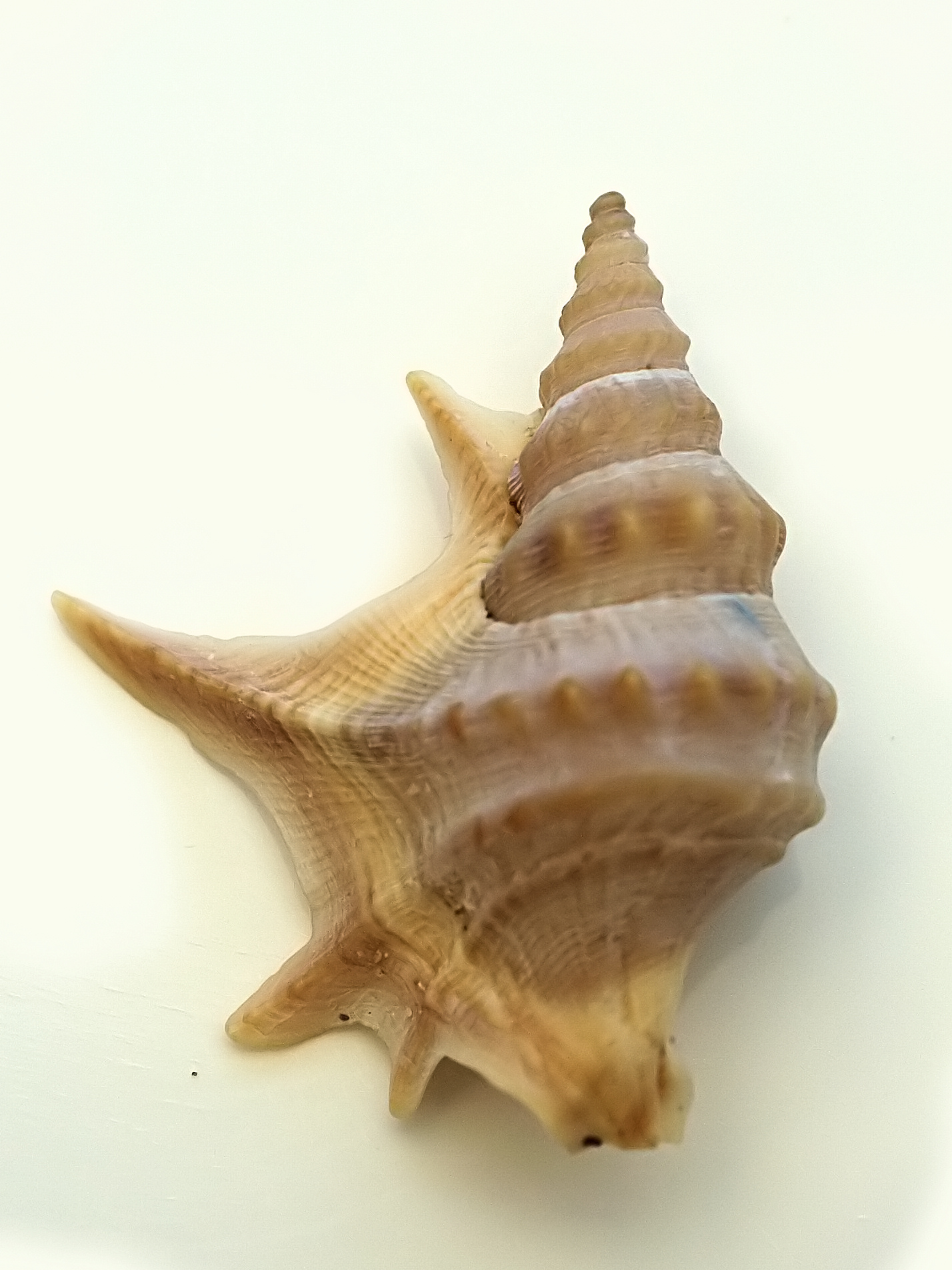
Muszla nogi pelikana z Katalonii, Hiszpania

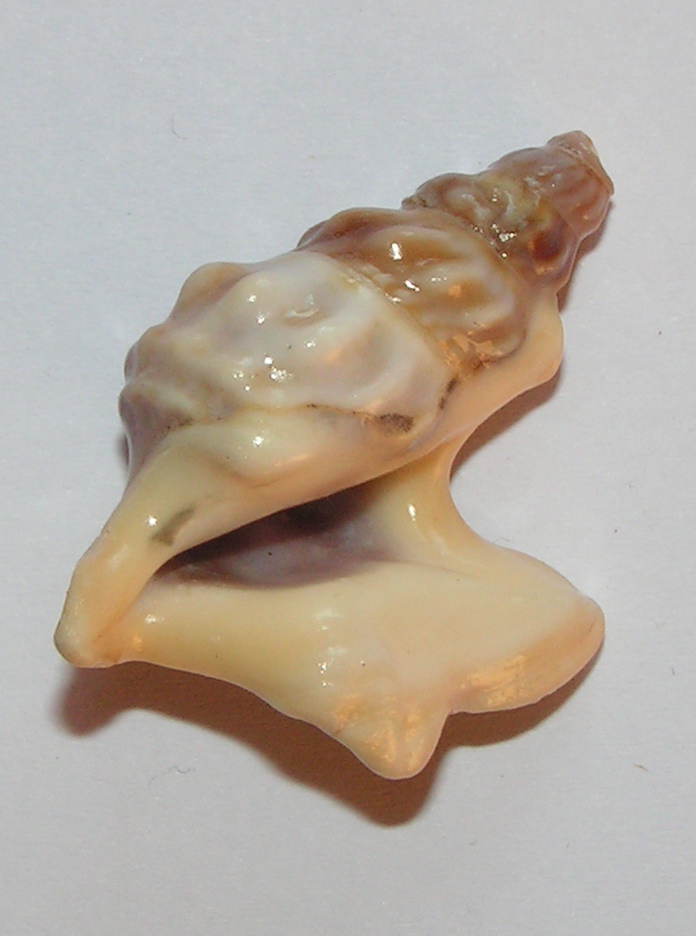

Jego muszla kształtem przypomina muszle szponiatek, z którymi należąc do nadrodziny Stromboidea jest dość blisko spokrewniony. Jest ona mało kolorowa, czasem jasnobrązowa z białym wnętrzem. Załamane zwoje ze spiralnymi rowkami na skrętce, ozdobione są wypukłymi, wzdłużnymi rzędami guzów lub spiralnymi żebrami powyżej dobrze zaznaczonego szwu. U młodych osobników muszla ma kształt stożka o dużej wysokości i małej szerokości. Okazy dorosłe rozbudowują zewnętrzną krawędź jej otworu w charakterystyczną szeroką płytkę z palczastymi wyrostkami w liczbie od 2 do przynajmniej 4. Przypomina ona nogę ptaka wodnego o rozstawionych palcach, spiętych błoną pławną – stąd nazwa ślimaka. Gatunek mułożerny – żywi się detrytusem. Muszla rośnie do 5 cm wysokości.
Zasięg występowania tego gatunku obejmuje Morze Śródziemne i Czarne (głównie w rejonie wylotu Bosforu), Morze Północne oraz europejskie wody przybrzeżne Atlantyku. Żyje na dnie piaszczystym lub mulistym na głębokości do 10 m, najczęściej całkowicie w nim zagrzebana.